# 富山県中学校の廃校一覧
富山県中学校の廃校一覧（とやまけんちゅうがっこうのはいこういちらん）は、富山県内の中学校のうち、現在までに廃校となっているものの一覧。対象となるのは、学制改革（1947年）以降に廃校となった中学校、および分校である。なお、名称は廃校当時のもの。廃校時に中学校（分校）が所在していた自治体がその後、合併によって消滅している場合は、現行の自治体に含める。また休校中の県内の中学校や分校は公式には存続していることとなっているが、現在休校中のそれらは事実上廃校となっているものが多いため、便宜上本項に記載する。

## 富山市
- 富山市立八尾中学校〈初代〉（2022年杉原中と統合し富山市立八尾中学校〈2代目〉へ）[1]
- 富山市立杉原中学校（2022年八尾中〈初代〉と統合し八尾中〈2代目〉へ）[1]
- 婦中町立音川中学校（2004年富山市立城山中学校〈当時：婦中町立〉へ統合）[2]
- 組合立八尾東部中学校（1948年八尾西部中と統合し八尾中〈初代〉へ）[3]
- 組合立八尾西部中学校（1948年八尾東部中と統合し八尾中〈初代〉へ）[3]
- 八尾町立八尾中学校桐谷分校（1967年）[3]
- 八尾町立大長谷中学校栃折分校（1968年八尾中〈初代〉へ統合）[3]
- 八尾町立野積中学校（1970年八尾中〈初代〉へ統合）[3]
- 八尾町立仁歩中学校（同上）[3]
- 八尾町立大長谷中学校（1974年八尾中〈初代〉へ統合）[3]
- 細入村・大沢野町学校組合立猪谷中学校（1967年富山市立楡原中学校〈当時：細入村・大沢野町学校組合立〉へ統合）[4]
- 大沢野町・富山市組合立大久保中学校（1983年富山市立興南中学校と富山市立大沢野中学校〈当時：大沢野町立〉へ分割）[5]
- 藤園学園中学校（1970年）[注釈 1]

## 高岡市
- 高岡市立高岡西部中学校西条分校（1949年9月16日）[注釈 2]
- 高岡市立五位中学校西広谷分校（1987年）[6]
- 高岡市立国吉中学校(2020年高岡市立国吉小学校と統合し高岡市立国吉義務教育学校へ)[6]
- 福岡町立福岡中学校〈旧〉（1948年10月20日西五位中と統合し高岡市立福岡中学校〈当時：福岡町外三ヶ村組合立〉へ）[7]
- 西五位村立西五位中学校（1948年10月20日福岡中〈旧〉と統合し福岡中〈新〉へ）[7]
- 福岡町立福岡中学校山王分校（1948年）[7]
- 福岡町立福岡中学校花尾冬期分校（1962年12月19日）[7]
- 福岡町立福岡中学校淵ヶ谷分校（1977年）[7]

## 魚津市
- 魚津市立東部中学校西布施分校（1963年3月31日東部中本校と統合[8]）
- 魚津市立東部中学校片貝分校（1969年3月31日東部中本校と統合[9]）
- 魚津市立西部中学校松倉分校（1972年3月31日西部中本校と統合）[10]
- 魚津町立魚津中学校（1948年10月1日角川中、加積中の一部と統合し魚津町外10か村学校組合立魚津西部中学校〈現：魚津市立西部中学校〉へ）[10]
- 組合立角川中学校（1948年10月1日魚津中、加積中の一部と統合し魚津西部中へ）[10]
- 組合立海望中学校（1948年10月1日加積中の一部と統合し魚津町10ヶ村組合立魚津東部中学校〈現：魚津市立東部中学校〉へ）[11]
- 組合立加積中学校（1948年10月1日上野方村、下野方村は西部中、加積村、片貝谷村、天神村は東部中へ分割）[12]

## 氷見市
- 氷見市立十二町中学校（1965年氷見市立南部中学校へ統合）[13]
- 氷見市立西部中学校土倉分校（1980年）[14]
- 氷見市立八代中学校（2000年氷見市立北部中学校へ統合）[15]
- 氷見市立灘浦中学校（2017年北部中へ統合）[15]
- 氷見市立西部中学校（2020年久目小、速川小、明和小と統合し氷見市立西の杜学園へ）[16]
- 熊無村外3か村組合立上庄中学校久目分校（1947年7月21日）[14]

## 滑川市
- 滑川市立滑川中学校〈旧〉（1958年9月中加積中と統合し滑川市立滑川中学校〈新〉へ）[17]
- 滑川市立中加積中学校（1958年9月滑川中中加積教場となり、1969年廃止）[17]
- 浜加積村・早月加積村組合立北野中学校（1949年東北中と統合し滑川市立早月中学校〈当時：北加積村外三ヶ村の学校組合立〉へ）[18]
- 東加積村・北加積村組合立東北中学校（1949年北野中と統合し早月中へ）[18]

## 黒部市
- 黒部市立白鷹中学校（1967年布施中と統合し鷹施中へ）[19]
- 黒部市立布施中学校（1967年白鷹中と統合し鷹施中へ）[19]
- 黒部市立高志野中学校（2020年鷹施中と統合し黒部市立清明中学校へ）[19]
- 黒部市立鷹施中学校（2020年高志野中と統合し清明中へ）[19]
- 黒部市立桜井中学校（2020年宇奈月中と統合し黒部市立明峰中学校へ）[20]
- 黒部市立宇奈月中学校（2020年桜井中と統合し明峰中へ）[20]
- 生地町立生地中学校（1954年3月31日桜井中部中村椿分校と統合し桜井町生地町学校組合立生桜中学校となり、翌日黒部市発足に伴い黒部市立北部中学校へ改称）[21]
- 桜井町立桜井中部中学校村椿分校（1954年3月31日生桜中村椿分校となり、翌日北部中村椿分校へ改称、1956年6月19日廃校）[21]
- 桜井町立東部中学校（1959年中部中と統合し桜井中へ）[22]
- 桜井町立中部中学校（1959年東部中と統合し桜井中へ）[22]

## 砺波市
- 砺波市外1カ町学校組合立般若中学校栴檀山分校（1966年）[23]
- 砺波市立砺波北部中学校（1971年砺波市立出町中学校へ統合）[24][注釈 3]

## 小矢部市
- 小矢部市立岩尾滝中学校（1971年石動中岩尾滝分校から独立、1984年小矢部市立石動中学校へ統合）[25]
- 小矢部市立若林中学校（1984年小矢部市立大谷中学校へ統合）[26]
- 津沢町・水島村・西野尻村組合立津沢中学校水島分校（1948年4月12日）[27][注釈 4]
- 津沢町・水島村・西野尻村組合立津沢中学校西野尻分校（1948年4月12日）[27]
- 石動町他六ヶ村学校組合石動第一中学校（1949年石動第二中と統合し石動中へ）[28][注釈 5]
- 石動町他六ヶ村学校組合石動第二中学校（1949年石動第一中と統合し石動中へ）[28]

## 南砺市
- 南砺市立平中学校〈旧〉（2009年上平中と統合し南砺市立平中学校〈新〉へ）[29]
- 南砺市立上平中学校（2009年平中〈旧〉と統合し平中〈新〉へ）[29]
- 南砺市立井口中学校（2021年南砺市立井口小学校と統合し南砺市立南砺つばき学舎へ）[30]
- 南砺市立利賀中学校（2024年南砺市立利賀小学校と統合し南砺市立利賀学舎へ）[31]
- 福光町立太美中学校（1961年南砺市立福光中学校〈当時：福光町立〉へ統合し南部教場となり、1963年廃止）[32]
- 福光町立南蟹谷中学校（1962年福光中へ統合）[32]
- 福光町立福光中学校刀利分校（1962年）[32]
- 福光町立福光中学校中河内分校（1970年）[32]
- 福光町立福光中学校臼中分校（1978年）[32]
- 利賀村立利賀中学校坂上分校（1962年12月2日）[33]
- 利賀村立利賀中学校庄川分校（1962年12月2日）[33]
- 利賀村立利賀中学校百瀬川分校（1962年12月2日）[33]
- 利賀村立利賀中学校高沼分校（1962年12月2日）[33]
- 利賀村立利賀中学校大勘場分校（1962年12月2日）[33]

## 射水市
- 射水市立奈古中学校（2013年新湊西部中と統合し射水市立新湊中学校へ）[34]
- 射水市立新湊西部中学校（2013年奈古中と統合し新湊中へ）[34]
- 新湊市立新湊東部中学校（1975年新湊中部中と統合し奈古中へ）[34]
- 新湊市立新湊中部中学校（1975年新湊東部中と統合し奈古中へ）[34]
- 堀岡村・片口村学校組合立堀岡中学校（1949年射東中の残部と統合し学校組合立射水北部中学校〈現：射水市立射北中学校〉へ）[35]
- 海老江・七美・下村三ヶ村学校組合立射東中学校（1949年統合により下村域が射水東部中、残部が堀岡中と統合し射水北部中〈現：射北中〉へ）[35][36]
- 下村・呉羽町学校組合立射水東部中学校（1962年廃校[37]、呉羽町域は富山市立呉羽中学校へ統合）
- 大門町立南郷中学校（1971年大門町大島町中学校組合立大門中〈旧〉と統合し大門町大島町中学校組合立大門中〈新〉へ）[38]

## 中新川郡
- 上市町立白萩中学校（1960年上市町立上市中学校へ統合）[39]
- 立山町立上東中学校目桑分校（1963年上東中学校本校へ統合）[40]
- 上市町立不動中学校（1968年上市中へ統合）[39]
- 上市町立上市中学校伊折分校（1974年休校）[39]
- 立山町立上東中学校（2004年立山町立雄山中学校へ統合）[41]

## 下新川郡
- 入善町立上青中学校（1975年統合により入善町立入善西中学校へ）[42]
- 入善町立飯野中学校（同上）[42]
- 入善町立黒東中学校（同上）[42]
- 入善町立舟見中学校（2010年入善町立入善中学校へ統合）[43]
- 朝日町立泊中学校（1982年小川中と統合し朝日町立朝日中学校へ）[44]
- 朝日町立小川中学校（1982年泊中と統合し朝日中へ）[44]
- 朝日町立境中学校（1960年泊中学校境教場を経て[45]、1964年廃止[46]）